# Gwyn Nicholls
Erith Gwynne Nicholls (Westbury-on-Severn, 15 luglio 1874 – Dinas Powys, 24 marzo 1939) è stato un rugbista a 15 britannico, internazionale per il Galles e per la selezione della Gran Bretagna al tour del 1899 in Australia.

## Carriera
Nicholls iniziò la sua carriera con il Cardiff Stars prima di passare al Cardiff RFC nel 1893.
Qui disputò 18 stagioni, con una piccola parentesi al Newport nel 1901-02 quando aprì una lavanderia in questa città.
Tra il 1896 e il 1906 disputò 24 partite con il Galles, di cui 10 come capitano. Era capitano della nazionale che conquistò la Triple Crown nel 1902 e anche nella famosa vittoria (3-0) contro la Nuova Zelanda nel 1905, malgrado avesse annunciato il ritiro nella stagione precedente. Prese parte, unico giocatore gallese, al tour in Australia delle British Isles nel 1899. Con i Lions ha disputato in totale 4 gare.
Nicholls era conosciuto come "il principe della tre quarti". Il 26 dicembre 1949 è stato ufficialmente inaugurato il "Gwyn Nicholls Memorial Gates" al Cardiff Arms Park dal suo ex compagno di squadra Rhys Gabe. Il 16 novembre 2005 Gwyn Nicholls ha ricevuto l'onore di essere ammesso nella International Rugby Hall of Fame.